# Enallagma davisi
Enallagma davisi es una especie de caballito del diablo del género Enallagma, de la familia Coenagrionidae, orden Odonata. Fue descrita por Westfall en 1943.
Mide 11,4-13,8 mm de longitud, los ejemplares machos son comúnmente de color azul y las hembras varían de azul a marrón. Se distribuye por América del Norte: Estados Unidos, donde suele habitar en la vegetación de estanques y lagos con fondo de arena.
El estado de conservación de Enallagma davisi según la Unión Internacional para la Conservación de la Naturaleza es de menor preocupación, sin ninguna amenaza inmediata para la supervivencia de la especie. La población es estable.